# Rudolf von Glan
Rudolf Heinrich Karl von Glan (* 7. September 1725 in Esens; † 29. Juni 1807 in Stickhausen) war ein deutscher Verwaltungsjurist und Amtmann in Ostfriesland.

## Herkunft
Seine Eltern waren Christian Albrecht Carl von Glan (* 18. März 1691; † 7. Januar 1771) aus Tönning und dessen Ehefrau Ette Catharina Bonenkamp (* 1. Januar 1692; † 30. Dezember 1729).

## Leben
Rudolf von Glan studierte Rechtswissenschaften und trat 1760 in den preußischen Staatsdienst ein. Er wurde Amtmann von Stickhausen und Staatsrentmeister. 1765 richtete er gemeinsam mit weiteren Interessenten ein Gesuch an Friedrich den Großen zur Überlassung des im Overledingerland gelegenen Hochmoors zur Anlegung von Fehnkolonien. 1769 erteilte die königliche Regierung in Berlin die Konzession zur Anlage der Rhauderfehnkolonien. An Rudolf von Glan erinnern heute die im Bereich der Gemeinde Rhauderfehn (Ortsteil Collinghorst) gelegenen die Siedlungen Glansdorf und Neuglansdorf sowie die nach ihm benannte Straße in Ostrhauderfehn, Rhauderfehn und Detern.

## Familie
Er heiratete am 25. August 1757 Henriette Luise von Wolframsdorf († 2. Februar 1824). Das Paar hatte 4 Söhne und 2 Töchter. Der Sohn  Anton Günter Carl von Glan war von 1791 bis 1815 Bürgermeister der Stadt Norden.